# Camptoprosopella setipalpis
Camptoprosopella setipalpis är en tvåvingeart som beskrevs av Shewell 1939. Camptoprosopella setipalpis ingår i släktet Camptoprosopella och familjen lövflugor. Inga underarter finns listade i Catalogue of Life.